# Raura Iida
Raura Iida (飯田來麗, Īda Raura, Tóquio, 9 de abril de 1998) é uma idol, cantora, modelo e atriz Japonesa. Ela é representada pela agência de talentos Amuse (até março de 2018) e integrou quatro grupos formados por essa agência: Sakura Gakuin e seus subgrupos Twinklestars, Minipati e sleepiece. Em 2015, Iida iniciou um projeto musical intitulado Spica no Yoru, juntamente de Shima Yuika (ex-Karen Girl's).

## Biografia
Iida iniciou sua carreira como modelo para a revista Kids Style, da Oricon, em seu período na escola primária. Quando tornou-se modelo exclusiva da revista Kids Style, foi contratada pela Amuse, junto com Ayami Muto. No verão de 2009, iniciou sua carreira na música como integrante do grupo idol Minipati. Em abril de 2010, iniciou suas atividades como integrante do grupo idol Sakura Gakuin. Em 8 de dezembro de 2010, estreou no grupo Sakura Gakuin com o single major "Yume ni Mukatte / Hello ! Ivy". Em julho de 2011, encerrou suas atividades como integrante do grupo Minipati; juntamente das outras duas integrantes, passaram suas atividades a três outras garotas. Em maio de 2012 tornou-se, juntamente de Marina Horiuchi, Vice-presidente do Conselho Estudantil, i.e. vice-líder do grupo Sakura Gakuin. Em maio de 2013 tornou-se a Presidente de Produção, i.e., vice-líder do grupo Sakura Gakuin. No dia 31 de março de 2014, encerrou suas atividades como integrante do grupo Sakura Gakuin. No início do ano de 2015, Raura Iida, juntamente da ex-Karen Girl's Yuika Shima, iniciou um projeto musical intitulado Spica no Yoru.

## Detalhes pessoais
Em março de 2013, a altura de Iida era 1,58cm.

## Afiliações
- Sakura Gakuin (2010–2014)
  - Twinklestars (subgrupo de Sakura Gakuin; 2010–2012)
  - Minipati (subgrupo de Sakura Gakuin; 2009–2011)
  - sleepiece (subgrupo de Sakura Gakuin; 2010–2014)
- Spica no Yoru (2015–atualmente)

## Discografia

### Sakura Gakuin
Álbuns
1. Sakura Gakuin 2010 Nendo ~message~ (27 de abril de 2011)
2. Sakura Gakuin 2011 Nendo ~Friends~ (21 de março de 2012)
3. Sakura Gakuin 2012 Nendo ~My Generation~ (13 de março de 2013)
4. Sakura Gakuin 2013 Nendo ~Kizuna~ (12 de março de 2014)

Singles
1. "Yume ni Mukatte / Hello! Ivy" (8 de dezembro de 2010)
2. "Friends" (23 de novembro de 2011)
3. "Verishuvi" (21 de dezembro de 2011)
4. "Tabidachi no Hi ni" (12 de fevereiro de 2012)
5. "Wonderful Journey" (5 de setembro de 2012)
6. "My Graduation Toss" (27 de fevereiro de 2013)
7. "Ganbare!!" (9 de outubro de 2013)
8. "Jump Up ~Chiisana Yuki~" (12 de fevereiro de 2014)

### Twinklestars
Singles
1. "Dear Mr.Socrates" (28 de novembro de 2010)
2. "Please! Please! Please!" (6 de julho de 2011)

## Filmografia

### Filmes
| Título                                      | Data de lançamento      | Distribudor         | Papel |
| ------------------------------------------- | ----------------------- | ------------------- | ----- |
| Shindō (神童)                               | 21 de abril de 2007     | Bitters End         |       |
| Tengoku wa Mattekureru (天国は待ってくれる) | 10 de fevereiro de 2007 | Gaga Communications |       |